# Erastroides emarginata
Erastroides emarginata là một loài bướm đêm trong họ Noctuidae.